# Nephelistis pulcherrima
Nephelistis pulcherrima là một loài bướm đêm trong họ Noctuidae.